# 할리우드 영화상
할리우드 영화상(Hollywood Film Awards)은 미국의 영화상이다. 1997년부터 시작되어 매년 10월경에 개최된다. 심사위원의 멤버는 공개되지 않는다.